# Поліграфіст (фабрика)
Фабрика «Поліграфіст» — українське видавничо-поліграфічне підприємство, яке було засноване у 1923 році.
У наш час фабрика має у своєму розпорядженні 10000 м². складських і виробничих приміщень, сучасний дизайн-центр і художньо-конструкторську лабораторію, автоматизоване складське і виробниче управління, власний автопарк і службу доставки по території України, фірмовий магазин і дилерів майже у всіх регіонах України.

## Історія виникнення
До річниці заснування підприємства у 2003 році на базі матеріалів, які збереглися від діда-прадіда працівників артілі «Політкаторжанин» і у власному архіві фабрики, був відкритий "Музей історії фабрики «Поліграфіст».
За даними потомків перших працівників артілі і згідно з архівними даними підприємство «Поліграфіст» було створене у жовтні 1923 року. Дана інформація підтверджена даними історичної довідки «Музею історії міста Києва».
Фабрика була створена на базі «Всесоюзного товариства колишніх політкаторжан» як київське відділення вищезазначеного товариства — артіль «Політкаторжанин», цехи якої були розміщені у різних куточках Києва. Один з цехів фабрики знаходився на першому поверсі будівлі «Клубу працівників друку» на вулиці Миколаївській (нині — К. Маркса). Засновниками підприємства були брати Козловські, а першим головою — Урнук Ф. Е.
В 1933—1935 рр. силами артілі була збудована одноповерхова будівля цехів на вул. Нероновича (нині — Бульварно-Кудрявська вул.).
З жовтня 1923 року фабрика розбудовувалась, і на сьогоднішній день являє собою сучасне поліграфічне підприємство ТДВ «Поліграфіст», основними видами діяльності якого є випуск поліграфічної продукції, виготовлення паперово-білових виробів, поліграфічна та видавнича діяльність .

## Цікаві факти
- Фабрика «Поліграфіст» — найстаріше поліграфічне підприємство міста Києва, у 2023 році йому виповниться 100 років.
- Офіс фабрики декорований як парк, а кодова назва виробничо-складського приміщення — «Оазис».
- На фабриці виготовляли переплетення Конституції України і футляр для неї.
- «Поліграфістом» була випущена збірка казок для бурятської діаспори. Ілюстрації бурятських казок виконав Заслужений художник України Сахалтуєв Радна Пилипович.

- Підприємство брало участь у благодійному проекті «АІС-дітям» [2].
- Підприємство має сторінки у соціальних мережах «Вконтакте» [3] та "Facebook [4].

## Продукція і послуги
Тиражна продукція фабрики представлена навчальним та діловим асортиментами . Навчальний асортимент складається з:
1. зошитів різного обсягу сторінок (12, 18, 24, 36, 48, 60, 96), різного скріплення (скоби, спіраль, біндер) та різних ліновок (коса лінія, лінія, клітинка).
2. зошитів для малювання та для нот;
3. зошитів формату А4 (у клітинку на 48 та 96 аркушів);
4. шкільних щоденників;
5. комплектів для студентів (папки для креслення формату А2, А3 та А4, папки для курсових та дипломних проектів, комплекти аркушів для курсових та дипломних проектів).

Діловий асортимент включає:
1. недатовані ділові щоденники;
2. щоденники вчителя і вихователя;
3. шестиденки (датовані та недатовані);
4. альбоми для візитних карток (на 80 та 128 візиток);
5. алфавітні книги (64, 80, 112, 176 аркушів);
6. записні книжки;
7. блокноти (50, 100 аркушів; формату А5 на спіралі та на біндері);
8. книги обліку (48, 80, 96, 200 аркушів у клітинку та лінію);
9. папки для паперів;
10. альбоми для монет, фотографій, марок;
11. папки сувенірні;
12. грамоти.

Окрім того, фабрика «Поліграфіст» надає послуги з виробництва продукції на замовлення з ділового асортименту:
- персоніфіковані вироби навчального та ділового асортименту;
- альбоми для візитних карток;
- папки для паперів, конференц-папки, папки для виставок, ділових зустрічей, до підпису, для особливих справ і т. д.;
- папки-меню, карти вин, папки для рахунків;
- фотоальбоми, весільні альбоми, альбоми для монет, марокмарок;
- посвідчення, свідоцтва, дипломи, сертифікати, грамоти;
- книги відгуків та книги почесних гостей;
- обкладинки для документів водія;
- футляри для орденів, медалей і нагород, для коштовних металів;
- коробки подарункові та коробки під артикульні вироби;
- записні книжки та блокноти, блочки паперу для нотаток;
- ексклюзивні вироби ручного виробництва, у тому числі з натуральної шкіри;
- бланки будь-яких форматів, буклети, брошури (офсетний друк);
- папки висічні будь-якої конфігурації;

Додатково підприємство пропонує такі послуги:
- дизайн-центр: розробка логотипів, оригінал-макети для будь-якої поліграфічної продукції, упаковка, рекламні креативи;
- офсетний друк форматів А1, А2, А3;
- висічка картону, тонких пластиків, оракалу;
- висічка алфавіту;
- фальцування,
- зшивка на нитку, скобу, термобіндер, євроспіраль;
- флатування паперу;
- тиснення;
- біговка;
- палітурні роботи.

## Устаткування
На фабриці «Поліграфіст» організоване виробництво замкнутого циклу, тобто виготовлення продукції відбувається виключно на території підприємства. В процесі виробництва використовується наступне обладнання:
- машина комбінована брошуро-різальна «ALFA RF»;
- друкарська машина «Heidelberg»;
- алфавітно-висічні машини;
- біговальні машини;
- машина ниткошвейна;
- машина термоупаковочна;
- кришкоробна машина;
- проволочно-швейна машина;
- прес позолотний;
- фальцувальна машина.

## Стандарти якості та безпеки
Продукція фабрики сертифікована і відповідає наступним стандартам:
1. Сертифікат відповідності ДСТУ 4736:2007 «Зошити шкільні. Технічні умови»;
2. ГОСТ 13309-90 «Тетради общие. ТУ»;
3. ДСанПіН 5.5.6.138-07 «Гігієнічні вимоги до друкованої продукції для дітей. Державні санітарні правила і норми».

## Соціальна робота
Фабрика «Поліграфіст» прагне позитивно впливати на молоде покоління України. У зв'язку з цим у підприємства існує декілька каналів взаємодії зі школярами і студентами:
- екскурсії на виробництво; дають дітям можливість побачити на власні очі, як виробляється зошит і серйозність цієї роботи;
- участь у благодійних акціях;
  1. благодійний автопробіг «АІС-дітям»;
  2. програма «Добро без границ» міжнародного благодійного фонду «Інше життя»;
- активна взаємодія з навчальними закладами. Фабрика бере участь у житті студентів (дні відкритих дверей у ВУЗах, допомога і сприяння їм у створенні проектів для участі у міжуніверситетських, всеукраїнських конкурсах для студентів, надає можливість студентам проходити практику на підприємстві) [6]

## Партнери
- ТОВ «ЕЛО Лтд»;
- ТОВ «ТехноЮг»;
- ПП «Легница»;
- ТОВ «Наталі»;
- ТОВ «Торгова компанія «ЮЛіС»;
- ПП «ИФ «Компьютер-Центр»;
- ТОВ «S.T.V. Ltd»;
- ПП «Час Пик»;
- ЧП «Глобус»

та ін.

## Визнання
Фабрика «Поліграфіст» регулярно бере участь у щорічних професійних виставках «Світ канцелярії» та «REX».